# Hami

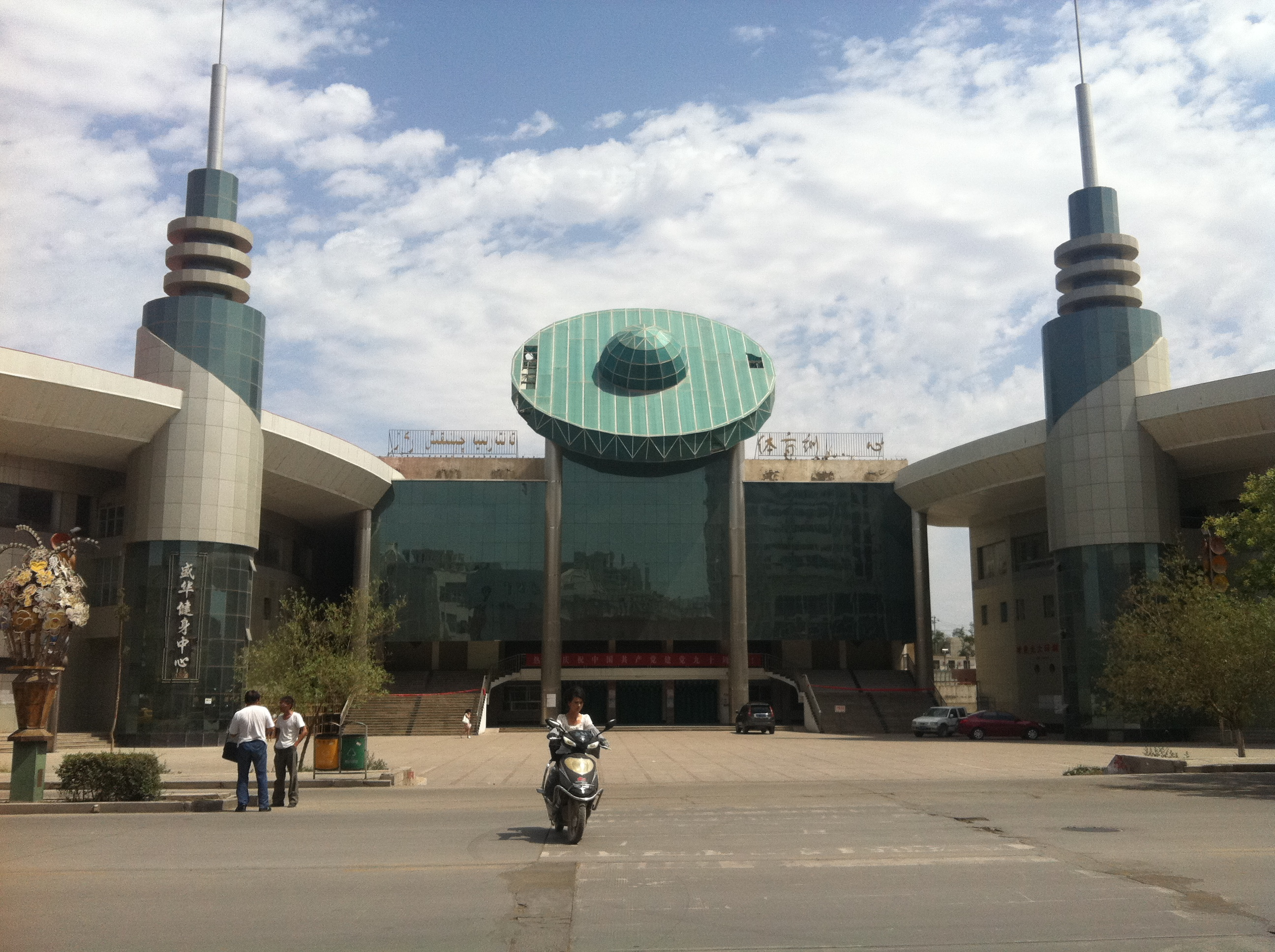

Hami (Chinees: 哈密, Hāmì, Oeigoers: قۇمۇل, Kumul) is een stad en oase gelegen aan de voet van het Karlik-gebergte, aan de noordelijke zijderoute. Ze bevindt zich in de autonome regio Xinjiang van de Volksrepubliek China. Hami is een zeer geïsoleerde stad op enkele honderden kilometers ten oosten van Ürümqi. De prefectuur waarvan Hami de hoofdstad is telde in 2002 519.700 inwoners. De stad heeft een belangrijke Oeigoerse minderheid.
De jezuïeten Benedict Goës en Matteo Ricci, die door China hebben gereisd, noemden de oase in 1615 "Camul".
Hami is bekend door de teelt van meloenen.

## Geschiedenis
De locatie van Hami heeft het tot een ontmoetingspunt van oosterse en westerse volkeren gemaakt.
Vondsten van oude graven tonen dat omstreeks 1300 v.Chr. mensen van een Europees type tot in Hami doorgedrongen waren, waar ze zich bij de oorspronkelijke Oost-Aziatische bevolking voegden, welke verwant was aan de mensen van de oostelijke Gansu-corridor. Deze immigranten tonen overeenkomsten met de vondsten van Qiemu'erqieke (Chemurchek, Shamirshak) en worden in verband gebracht met de Indo-Europese Tochaars-sprekenden.
Tijdens de latere Han-dynastie viel Hami herhaaldelijk over en weer in handen van de Chinezen en de Xiongnu, die beiden de vruchtbare en strategische oase wilden beheersen. Meerdere malen zetten de Han militaire landbouwkolonies op om hun troepen te voeden.
Tijdens de Yuan-dynastie werd de regio door de Mongolen veroverd. Gunashiri, een afstammeling van Chagatai Khan, stichtte hier later zijn eigen staat met de naam Qara Del. Deze aanvaardde in het begin van de 15e eeuw de soevereiniteit van de Ming, maar werd daarna veroverd door een andere tak van de Mongolen. Sinds de 18e eeuw was het hoofdstad van het kanaat van Kumul, een semiautonome vazal binnen het Qing-Rijk. De laatste heerser van het kanaat was Maqsud Shah.